# John Anderson (ator)
John Anderson (Clayton, Illinois, 20 de outubro de 1922 — Sherman Oaks, Califórnia, 7 de agosto de 1992) foi um ator estadunidense.

## Filmografia
- 1953 – The Eddie Cantor Story (Nas Asas da Fama)
- 1955 – Target Zero (Hora Zero)
- 1958 – The True Story of Lynn Stuart
- 1959 – Last Train from Gun Hill (Duelo de Titãs)
- 1960 – Le olimpiadi dei mariti
- 1960 – Psycho (Psicose)
- 1960 – The Wackiest Ship in the Army (O Pior Calhambeque do Mundo)
- 1962 – Walk on the Wild Side (Pelos Bairros do Vício)
- 1962 – Geronimo (Sangue de Apache)
- 1962 – Ride the High Country (Pistoleiros do Entardecer)
- 1965 – The Satan Bug (O Mundo Marcha Para o Fim)
- 1965 – The Hallelujah Trail (Nas Trilhas da Aventura)
- 1966 – Namu, the Killer Whale (Namu, a Baleia Assassina)
- 1966 – The Fortune Cookie (Uma Loura Por um Milhão)
- 1967 – A Covenant with Death (Tirado dos Braços da Morte)
- 1967 – Welcome to Hard Times (O Homem Com a Morte nos Olhos)
- 1968 – Day of the Evil Gun
- 1968 – A Man Called Gannon (Oferece-se Pistoleiro)
- 1968 – 5 Card Stud (Pôquer de Sangue)
- 1969 – Heaven with a Gun (O Céu a Mão Armada)
- 1969 – The Great Bank Robbery (O Grande Roubo do Banco)
- 1969 – Young Billy Young (O Pistoleiro Marcado)
- 1970 – The Animals
- 1970 – Cotton Comes to Harlem (Rififi no Harlem)
- 1970 – Soldier Blue (Quando é Preciso Ser Homem)
- 1971 – Man and Boy
- 1972 – The Stepmother
- 1972 – Molly and Lawless John
- 1973 – Il consigliori (Os Conselheiros da Máfia)
- 1973 – Executive Action (O Assassinato de Um Presidente)
- 1974 – The Dove (Entre Dois Destinos)
- 1975 – Landfall
- 1975 – The Specialist
- 1977 – The Lincoln Conspiracy
- 1980 – Out of the Blue (Anos de Rebeldia)
- 1980 – Smokey and the Bandit II (Desta Vez Te Agarro)
- 1981 – Zoot Suit
- 1982 – Carry Me Back
- 1982 – The American Adventure
- 1982 – Ashes and Embers
- 1986 – Amerasia
- 1986 – Never Too Young to Die
- 1986 – Scorpion
- 1988 – Eight Men Out (Fora da Jogada)
- 1989 – Deadly Innocents